# Žeravino
Žeravino (Servisch cyrillisch Жеравино) is een plaats in de Servische gemeente Bosilegrad. De plaats telt 21 inwoners (2002).